# Пангани-Фоллс
Пангани-Фоллс — действующая гидроэлектростанция в Танзании. Станция расположена в районе водопада на реке Пангани в 12 км от трассы на Танга в населённом пункте Хале в области Танга.
Станция является частью гидросистемы Пангани, которая также включает ГЭС Хале и Ньюмба-я-Мунгу. Станция находится в нескольких километрах от ГЭС Хале, которая была запущена в 1964 году и мощность которой составляет 21 МВт. Месторасположение ГЭС ниже по течению позволяет ей использовать поток станции Хейл.

## Пангани-Фоллс до реконструкции
Дамба на реке Пангани длиной 90 метров была построена в 1936 году. Первоначально на дамбе было установлено два электрических генератора общей мощностью 5 мегаватт. После реконструкции и установки дополнительного оборудования в 1947, 1952 и 1959 годах общая мощность составила 17,5 мегаватт.
Вместе со строительством станции в 1936 году было проведено более 400 км электрических сетей.

## Пангани-Фоллс после реконструкции
Станция Пангани-Фоллс является обновлённой версией и в четыре раза мощнее старой ГЭС, которая была остановлена в связи с реконструкцией. Масштабный проект реконструкции, запущенный в 1991 году включал создание Pangani Basin Water Office — организации, призванной управлять водными ресурсами реки Пангани. В круг деятельности организации входит общее регулирование использования воды, регистрация прав на воду и предотвращение незаконного использования водных ресурсов бассейна реки Пангани.
Стоимость реконструкции составила 126 миллионов долларов США. Финансирование осуществлялось норвежским агентством NORAD (42 %), финской FINNIDA (33 %) и шведской SIDA (25 %). Обновлённые агрегаты были запущены в 1994 году, а торжественное открытие состоялось летом 1995 года.

## Проблема пересыхания
Проблемы пересыхания реки Пангани и водохранилища Ньюмба-я-Мунгу затрагивают работу и ГЭС Пангани-Фоллс. В засушливые годы станция выпускает энергии 313 ГВт/час. При этом в последние годы произошло значительное уменьшение производительности. В 2006 году мощность станции составляла 8 МВт при установленной максимальной мощности 68 МВт.